# Motín de Aalst

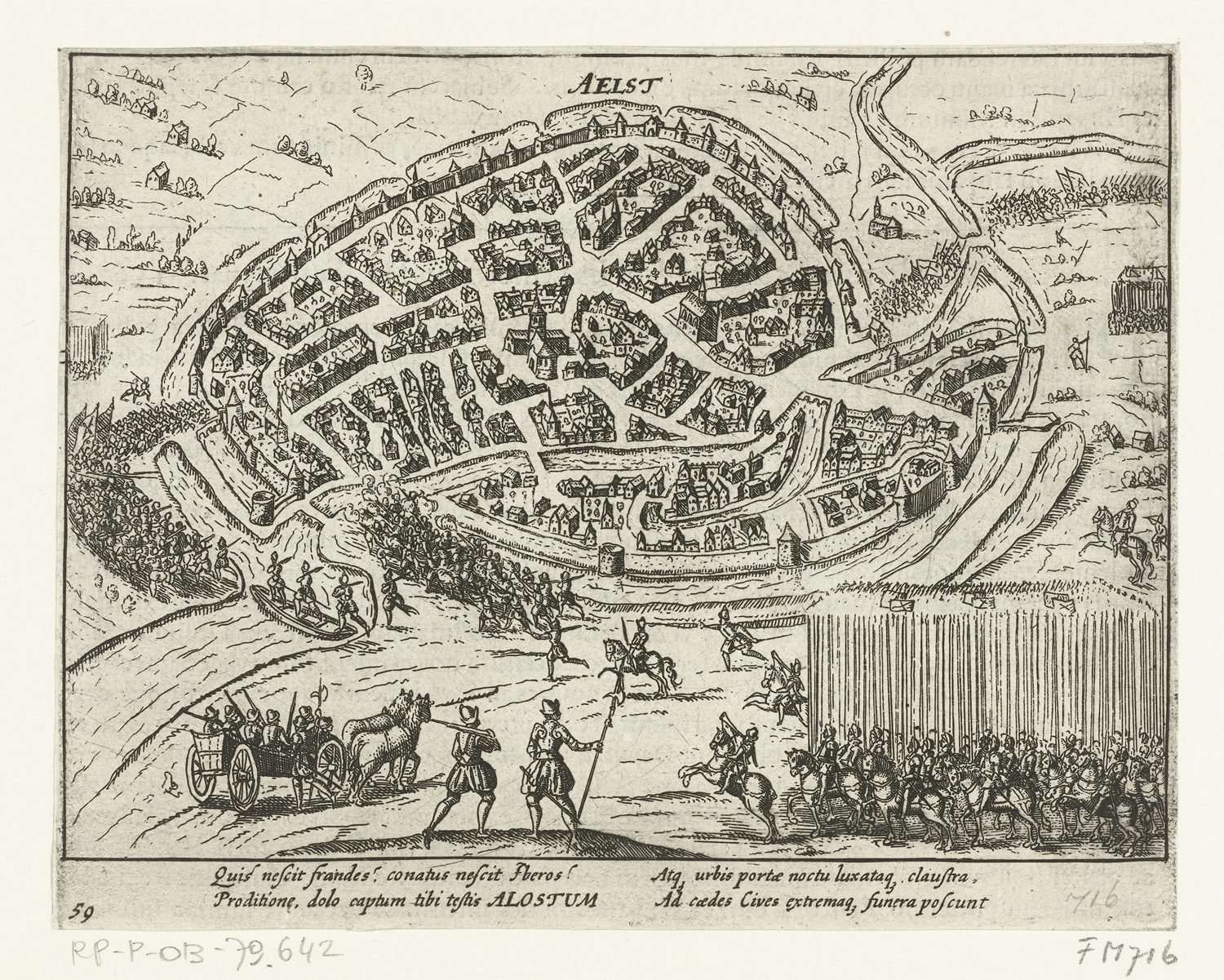
El Motín de Aalst en un grabado del

El motín de Aalst es  uno de los muchos motines que hubo entre las tropas españolas de los tercios, ocurrido en 1576 durante la Guerra de los Ochenta Años.
Tras el asalto a Zierikzee, las tropas españolas (unos 1600 hombres) vuelven a amotinarse, escogen a sus jefes y deciden dirigirse a Brabante, donde se hacen fuertes en la ciudad de Alost (Aalst en flamenco) que toman el 25 de julio. Allí reciben noticias de que sus compatriotas estaban siendo sitiados en la ciudad de Amberes por un ejército rebelde de más de 20 000 hombres, con lo que los amotinados decidieron ayudar a los españoles atrincherados en la ciudad, tomando por bandera a la Virgen y la cruz, y gritando el grito de los españoles de la guerra (¡Santiago!), llegaron a Amberes, donde se unieron con otras tropas de refresco españolas (600 hombres) mandadas por Julián Romero y Alonso de Vargas. Saltaron las murallas y las trincheras rebeldes, salvando a la guarnición del castillo de Amberes. 
Este hecho llevó en los días sucesivos al saqueo de Amberes.